# Pflegequalität
Der Begriff Pflegequalität versucht, Dienstleistungen der Alten-, der Gesundheits- und Krankenpflege sowie der Kinderkrankenpflege nach zugleich objektiven und subjektiven Maßstäben zu bewerten. 
Pflegerische Dienstleistungen unterliegen – wie auch andere Produkte und Dienstleistungen – in einem marktwirtschaftlichen System ähnlichen personalen und wirtschaftlichen Einflüssen. Mit dem Begriff Qualität ist immer die Güte oder Beschaffenheit eines Produkts oder einer Dienstleistung in Bezug zu seiner Eignung für bestimmte Zwecke gemeint (nach EN ISO 8402): Objektiv, wenn sie mit nachprüfbaren einheitlichen Beschreibungen, subjektiv, wenn sie mit persönlichen Bewertungen gemessen wird.
In der Pflege wird die besondere Qualität einer Dienstleistung in erster Linie vom Pflegeempfänger wahrgenommen und bewertet. Dabei müssen die fachliche Qualität der Pflege, aber auch Zufriedenheit und Lebensqualität der Pflegebedürftigen als Mittelpunkt des zunächst unklaren Begriffs wahrgenommen werden. Auch die Angehörigen, die Fachkräfte (Pflegenden), die beteiligten Ärzte und anderen Therapeuten, das Betriebsmanagement oder der Träger einer Einrichtung und die Vertragspartner Kranken- und Pflegekassen setzen bestimmte Erwartungen in die Qualität der vertraglich vereinbarten und erbrachten Leistungen von Pflegeeinrichtungen, Krankenhäusern und ambulanten Diensten.

## Problem einer Definition
In den letzten Jahrzehnten gab es verschiedene Ansätze, den Begriff Pflegequalität zu definieren. Dennoch gibt es bisher keine Definition von Pflegequalität, die sich allgemein durchgesetzt hat, da Pflege und Gesundheit kontextabhängig und multidimensional zu sehen sind. Die Ergebnisse aus der Studie Pflege in Baden-Württemberg (PiBaWü, 2015–2018) belegen laut Albert Brühl und Katarina Planer, dass es „bislang nicht möglich ist, Pflegequalität valide messen und vergleichen zu können.“

### Definitionen für Pflegequalität (Auswahl)
Im Folgenden werden chronologisch einige Definitionen aufgeführt: 
- 1933: Lee und Jones: Hochqualifizierte Pflege ist die Pflege, die alle relevanten Kenntnisse und Techniken anwendet, die der Pflege zur Verfügung stehen.
- ca. 1965: Vier Qualitätsstufen des Schweizerischen Rotes Kreuzes: Die Wegleitung der Kaderschule des Schweizer Roten Kreuzes war im deutschsprachigen Raum die erste spezifische Definition für Pflegequalität. Sie nannte vier Abstufungen:

Optimal
Gut
Ausreichend
Mangelhaft
Bei der Übernahme in die BRD wurde die Stufe „Ausreichend“ nicht als Schulnote aufgefasst, sondern von der Gesundheitspolitik als ausreichende Form der Leistungserbringung interpretiert. Dabei wurde „übersehen“, dass sich Pflege damit bereits im Graubereich zur „gefährlichen Pflege“ befindet.
- 1966: Avedis Donabedian (zunächst unabhängig vom Berufsfeld Pflege): Qualität ist der „Grad an Übereinstimmung zwischen den Zielen des Gesundheitswesens und der wirklich geleisteten Versorgung“

- 1978: John Williamson: Qualität ist der Umfang des Erfolges, der – unter optimalen Verhältnissen und vertretbaren Kosten – tatsächlich zu erreichen ist.

Williamson fügt dem evaluativen Bereich von Donabedian das Element der Zweckmäßigkeit hinzu.
- 1981: N. F. Exchaquet: Unterteilung der Pflegequalität in

gefährliche Pflege
Routinepflege
angemessene Pflege
optimale Ausgestaltung
- 1984: Hilde Steppe: Pflegequalität ist der individuelle Anteil der krankenpflegerischen Versorgung; also wie wird der Patient behandelt, beraten, informiert, versorgt.

Demnach ist Pflegequalität kein statischer Wert, sondern bezieht sich immer auf die Bedürfnisse des Patienten, die Zielsetzung des Trägers und die der Pflege gegebenen Möglichkeiten.
- 1994: DIN-Normen, EN ISO 8402: Qualität ist die Gesamtheit von Eigenschaften und Merkmalen eines Produktes oder einer Dienstleistung, die sich auf deren Eignung zur Erfüllung festgelegter oder vorausgesetzter Erfordernisse beziehen (Europ. Qualitätsmanagementnorm in der Version 2005)

- 2015: Die Norm DIN EN ISO 9000:2015-11 definiert Qualität in Bezug auf Produkte und Dienstleistungen als „Grad, in dem ein Satz inhärenter Merkmale eines Objekts Anforderungen erfüllt“.[3]

### Qualitätsdimensionen nach Donabedian
Akzeptiert ist im deutschen Gesundheitswesen bis in die Gegenwart Donabedians Qualitätsmodell, das drei sogenannte Dimensionen unterscheidet:
- Strukturqualität (vorhandene Rahmenbedingungen, Ausstattung, zu beachtende Regelwerke)
- Prozessqualität (wie die Pflege erbracht wird, auch Zwischenkontrollen)
- Ergebnisqualität (jeweils klare Kriterien erforderlich, Outcome-Forschung)

Nach diesen Kriterien geht in Deutschland der Medizinische Dienst bei seinen Prüfungen vor; auch die Expertenstandards beruhen auf diesen Qualitätsdimensionen.
Donabedian selbst wies aber 2005 kritisch darauf hin, dass „eine reine Fokussierung auf Ergebnisqualität zahlreichen Limitationen unterliegt, da bspw. die Ergebnisse nicht zwingend die Stärken und Schwächen der Prozesse darstellen.“

## Das Pflege-Qualitätssicherungsgesetz
Das Gesetz zur Qualitätssicherungs und zur Stärkung des Verbraucherschutzes in der Pflege (Pflege-Qualitätssicherungsgesetz - PQsG) vom 9. September 2001 ergänzte das Elfte Buch Sozialgesetzbuch - Soziale Pflegeversicherung (SGB XI).
Seit der 1995 erfolgten Einführung der Pflegeversicherung als Teil der Sozialversicherung in Deutschland ist die Qualität der Pflege (Leistungserbringung durch professionelle Pflegende) immer wieder in das öffentliche Bewusstsein gerückt worden. Insbesondere einige Pflegeskandale und die unbefriedigenden Ergebnisse von Qualitätsprüfungen der Heimaufsicht und des Medizinischen Dienstes der Krankenversicherung haben die politische Diskussion um Maßnahmen zur Verbesserung der Pflegequalität weiter vorangetrieben. Das Pflege-Qualitätssicherungsgesetz (PQsG) ist schließlich zum 1. Januar 2002 in Kraft getreten. Es soll Verbraucherrechte im Bereich der Altenhilfe stärken. Die durch das Pflege-Qualitätssicherungsgesetz erweiterten Bestimmungen zur Qualitätssicherung sind in einem neu eingefügten Kapitel 11 des Elften Buches Sozialgesetzbuch (SGB XI) zusammengefasst worden. Sie sind im Zusammenhang mit dem Heimgesetz zu verstehen und zu lesen.

## Qualitätsberichte von Krankenhäusern
Die jährlich von den Krankenhäusern zu veröffentlichenden Strukturierten Qualitätsberichte nach § 136b des Fünften Buches Sozialgesetzbuch bilden Pflegequalität nicht ab. Zwar sollen die Berichte insbesondere patientenrelevante Informationen darstellen, womit vor allem die Patientensicherheit und damit die Umsetzung des Risiko- und Fehlermanagement gemeint ist sowie unter anderem die Einhaltung von Hygienestandards; doch lassen sich die Informationen nicht allein einer Berufsgruppe zuordnen.

## Qualitätsmanagement
Qualitätsmanagement ersetzt nach ISO den bisherigen Oberbegriff Qualitätssicherung. Es umfasst alle Aspekte im Rahmen und unterhalb der Ebene der Unternehmensführung, die im Zusammenhang stehen mit der von der obersten Leitungsebene formulierten, grundlegenden Einstellung sowie den Absichten, Zielsetzungen und Maßnahmen in Bezug auf die Erreichung und Verbesserung von Qualität. Hierbei sind Aspekte der Wirtschaftlichkeit, der Gesetzgebung und der Umwelt, sowie den Wünschen und Anforderungen der Kunden besonders zu beachten. Die Unternehmungsleitung trägt die nicht delegierbare Verantwortung für das Qualitätsmanagement und muss darüber hinaus auch aktiv für die konsequente Umsetzung auf allen Hierarchieebenen sorgen.
Ein Schritt zu mehr Qualität in der Pflege war die Diskussion um Standardisierung von Pflegemaßnahmen, die in den 80/90er Jahren breiten Raum eingenommen hat. Dabei gab es den scheinbaren Gegensatz von „Traditionalisten“, die individuelle Pflege aus einer Mischung von Fachwissen und Herz verteidigten gegenüber „Technokraten“, denen Regelungswut oder ausufernde Datensammlungen vorgeworfen wurden. Inzwischen ist die Bedeutung von Pflegestandards allgemein anerkannt und in Deutschland wurden ab 2008 Expertenstandards im Auftrag des Bundes entwickelt. Diese Expertenstandards waren nach § 113a des SGB XI bis 2023 verbindlich.
Ein weiterer Aspekt ist die individuelle Pflegeplanung, die allerdings standardisierte Mindestnormen einzuhalten hat. Hausintern kommt der Pflegeplanung und den Pflege- oder Organisationsstandards durchaus der Wert von Dienstanweisungen zu. Die Pflegedienstleitung muss sich auf die einheitliche Handhabung solcher Richtlinien oder Guidelines verlassen können.
Durchführungsaspekte werden mit interner oder externer Qualitätssicherung angesprochen:
Interne QualitätssicherungSicherung der Qualität und Definition der Kriterien durch die Berufsangehörigen innerhalb einer Institution selber.
Die Aufgaben eines Qualitätsbeauftragten sind dabei die Einführung, Umsetzung und Weiterentwicklung eines einrichtungsinternen Qualitätsmanagements. Ziele werden mit Zustimmung der Einrichtungsleitung festgelegt. Der Qualitätsbeauftragte erfüllt die Aufgaben nach der Zielsetzung in enger Zusammenarbeit mit den Abteilungs-/Bereichsleitungen und deren Mitarbeitern unter Einbezug des Qualitätsmanagements des Trägers der Pflegeeinrichtung.
Systematische Evaluation der Pflegeplanungen der gesamten Einrichtung
Qualitätszirkel sind innerbetriebliche Arbeitskreise, die das große Potential von Wissen, Ideenreichtum, Erfahrung und Verantwortungsbereitschaft der Mitarbeitenden aktivieren. Sie zielen vor allem auf die Verbesserung von Arbeitsabläufen, die mehrere Abteilungen betreffen. Dadurch lassen sich neben der Qualität der Produkte bzw. Dienstleistungen auch die Leistungspotentiale der Mitarbeiter und möglicherweise das Betriebsklima verbessern.
Externe QualitätssicherungFestlegung der Qualitätskriterien und ihre Überprüfung durch nicht zur Einrichtung gehörende Personen oder Institutionen, sondern durch Heimaufsicht und MDK, aber auch durch regionale Qualitäts-Arbeitsgemeinschaften mehrerer Einrichtungen (Qualitätskonferenz)
u. a. auch das Monitoring der Pflegequalität im Sinne des Benchmarking